# Che notte/È piccolo il cielo
Che notte/È piccolo il cielo è il quinto singolo discografico di Plinio Maggi pubblicato in Italia nel 1967.

## Descrizione
Entrambi i brani sono cover con testo in italiano di brani interpretati in precedenza da Elvis Presley, One night e I Want to Be Free.

## Tracce
Lato A
1. Che notte (Cover di One night) (testo: Daniele Pace e Mario Panzeri – musica: Anita Steiman,  Dave Bartholomew,  Pearl King)

Lato B
1. È piccolo il cielo (Cover di I Want to Be Free) (testo: Giuseppe Cassia – musica: Jerry Leiber, Mike Stoller)